# Knjižnica Makse Samsa
Knjižnica Makse Samsa je osrednja splošna knjižnica s sedežem na Trgu Maršala Tita 2 (Ilirska Bistrica). Poimenovana je bila po Maksi Samsa